# Erika Mahringer
Erika „Riki“ Mahringer verheiratete Spieß (* 16. November 1924 in Linz; † 30. Oktober 2018 in Mayrhofen) war eine österreichische Skirennläuferin. In der zweiten Hälfte der 1940er und der ersten Hälfte der 1950er Jahre siegte sie in zahlreichen internationalen Rennen, gewann zwei Bronzemedaillen bei Olympischen Spielen und zwei Silbermedaillen bei Weltmeisterschaften.

## Biografie
Mahringer war schon als Kind eine vielseitige Sportlerin. Nach ihrer Übersiedlung nach Tirol widmete sie sich intensiv dem Skisport und begann ein Sportstudium an der Universität Innsbruck, das sie einige Jahre später mit der Lehramtsprüfung abschloss. 1947 wurde sie ins Nationalteam des Österreichischen Skiverbandes aufgenommen und feierte in der Abfahrt von Seefeld und im Riesenslalom auf der Marmolata ihre ersten Siege.
Die Olympischen Winterspiele 1948 in St. Moritz wurden zum ersten Höhepunkt in Mahringers Karriere. Nachdem sie in der Abfahrt nur den 19. Rang belegt hatte, schaffte sie mit Bestzeit im Kombislalom noch den Gewinn der Bronzemedaille in der Kombination. Am folgenden Tag gewann sie im Slalom ihre zweite Bronzemedaille. Siege feierte sie in diesem Winter unter anderem in der Abfahrt auf der Marmolata, in Slalom, Abfahrt und Kombination von Auron sowie im Gornergrat-Derby von Zermatt. Im nächsten Jahr gewann sie die Abfahrt und die Kombination der SDS-Rennen in Grindelwald.
Zu Beginn der Saison 1949/50 gewann Mahringer beim Westenpokal in Lech Slalom, Abfahrt und Kombination; in St. Anton gewann sie anlässlich des Hannes-Schneider-Pokals den Slalom und die Kombination. Bei den Weltmeisterschaften 1950 in Aspen belegte Mahringer zunächst den vierten Platz im Riesenslalom, zwei Tage später wurde sie im Slalom nur von ihrer Teamkollegin Dagmar Rom um knappe 0,1 Sekunden geschlagen und gewann Silber. Eine weitere Silbermedaille errang sie in der Abfahrt hinter Trude Jochum-Beiser. Insgesamt durften sich die österreichischen Skidamen bei dieser WM über drei Gold- und drei Silbermedaillen freuen.
Im Winter 1951 gewann Mahringer unter anderem den Slalom und die Kombination (dazu Rang 2 in der Abfahrt) wieder beim Westenpokal in Lech am 6./7. Januar, die Abfahrten in Cortina d’Ampezzo und Kitzbühel sowie Slalom, Abfahrt und Kombination bei den Holmenkollen-Rennen in Oslo. In diesem Winter konnte sie auch alle Bewerbe bei den Österreichischen Meisterschaften für sich entscheiden. Durch eine Verletzung erreichte sie zu Beginn der Saison 1951/52 nicht ihre gewohnte Form und blieb auch bei den Olympischen Winterspielen 1952 ohne Medaille. In der Abfahrt verfehlte sie nur knapp das Podest und wurde Vierte, in Riesenslalom und Slalom kam sie jedoch nur auf die Plätze 17 und 22. Nach den Spielen konnte sie aber Siege in Slalom und Kombination bei den prestigeträchtigen Arlberg-Kandahar-Rennen in Chamonix feiern.
In der Saison 1952/53 konnte Mahringer wieder zahlreiche Siege feiern, zum Beispiel im Slalom von Seefeld, im Riesenslalom von Grindelwald, in Slalom und Riesenslalom am Wendelstein sowie in der Hahnenkamm-Abfahrt von Kitzbühel. Im folgenden Jahr setzte sie ihre Siegesserie fort und gewann erneut den Riesenslalom von Grindelwald (dank Rang 3 in der Abfahrt wurde sie Kombinations-Zweite) sowie Abfahrt und Kombination des Hahnenkammrennens (und holte zuvor am 22. Januar auch Rang 2 im Riesenslalom).
Bei ihrem letzten Großereignis, den Weltmeisterschaften 1954 im schwedischen Åre, galt sie zwar als große Medaillenhoffnung, erreichte dann aber doch nur Platz sieben im Riesenslalom, Platz acht im Slalom und Rang zwölf in der Abfahrt. Mit diesen Resultaten verfehlte sie als Vierte auch knapp eine Medaille in der Kombinationswertung. Der letzte Sieg gelang Mahringer im Riesenslalom von Alpbach, nach dem Winter beendete die 29-Jährige ihre Karriere.
Danach wurde Erika Mahringer staatlich geprüfte Skilehrerin und gründete 1954 zusammen mit ihrem Mann Ernst Spieß die Skischule Mayrhofen und 1955 den ersten Skikindergarten der Welt. Ihre beiden Kinder, Uli Spieß und Nicola Spieß (verheiratete Werdenigg), wurden ebenfalls erfolgreiche Skirennläufer.

## Erfolge

### Olympische Winterspiele
- St. Moritz 1948: 3. Slalom, 3. Kombination, 19. Abfahrt
- Oslo 1952: 4. Abfahrt, 17. Riesenslalom, 22. Slalom

### Weltmeisterschaften
- St. Moritz 1948 : 3. Slalom, 3. Kombination, 19. Abfahrt
- Aspen 1950: 2. Slalom, 2. Abfahrt, 4. Riesenslalom
- Oslo 1952 : 4. Abfahrt, 17. Riesenslalom, 22. Slalom
- Åre 1954: 4. Kombination, 7. Riesenslalom, 8. Slalom, 12. Abfahrt

### Österreichische Meisterschaften
Erika Mahringer wurde sechsfache Österreichische Meisterin:
- 3 × Abfahrt: 1948, 1951, 1952
- 1 × Slalom: 1951
- 1 × Riesenslalom: 1951
- 1 × Kombination: 1951

## Auszeichnungen
- Österreichs Sportlerin des Jahres 1951[9]
- Trägerin des „Ski d’or“ 1954